# I funerali di Togliatti
I funerali di Togliatti è un dipinto realizzato nel 1972 da Renato Guttuso, esposto al museo d'arte moderna di Bologna.

## Descrizione
L'opera vuole riprodurre i funerali avvenuti a Roma nel 1964 del segretario del Partito Comunista Italiano, Palmiro Togliatti. Da un punto di vista cromatico, nel dipinto si contrappone il rosso delle bandiere comuniste e il bianco dei volti delle persone. Esempio del forte impegno etico e civile di Guttuso, raffigura i protagonisti del movimento comunista internazionale, che immagina essere intervenuti ai funerali del segretario. Tra questi è possibile individuare Lenin (raffigurato più volte), Stalin, Picasso, Neruda, Elio Vittorini, Enrico Berlinguer, Angela Davis, Nilde Iotti, Antonio Gramsci, Leonid Breznev, Dolores Ibarruri, Anna Kuliscioff, Jean-Paul Sartre, Giangiacomo Feltrinelli.